# LÁEV A 02 601 und A 02 602
Die Fahrzeuge A 02 601 und A 02 602 waren Dieseltriebwagen der Waldbahn Lillafüred (Lillafüredi Állami Erdei Vasút; LÁEV), mit denen dort 1929 der Personenverkehr eingeführt wurde. Eines der beiden Fahrzeuge ist bei der Kindereisenbahn Budapest betriebsfähig erhalten.

## Geschichte

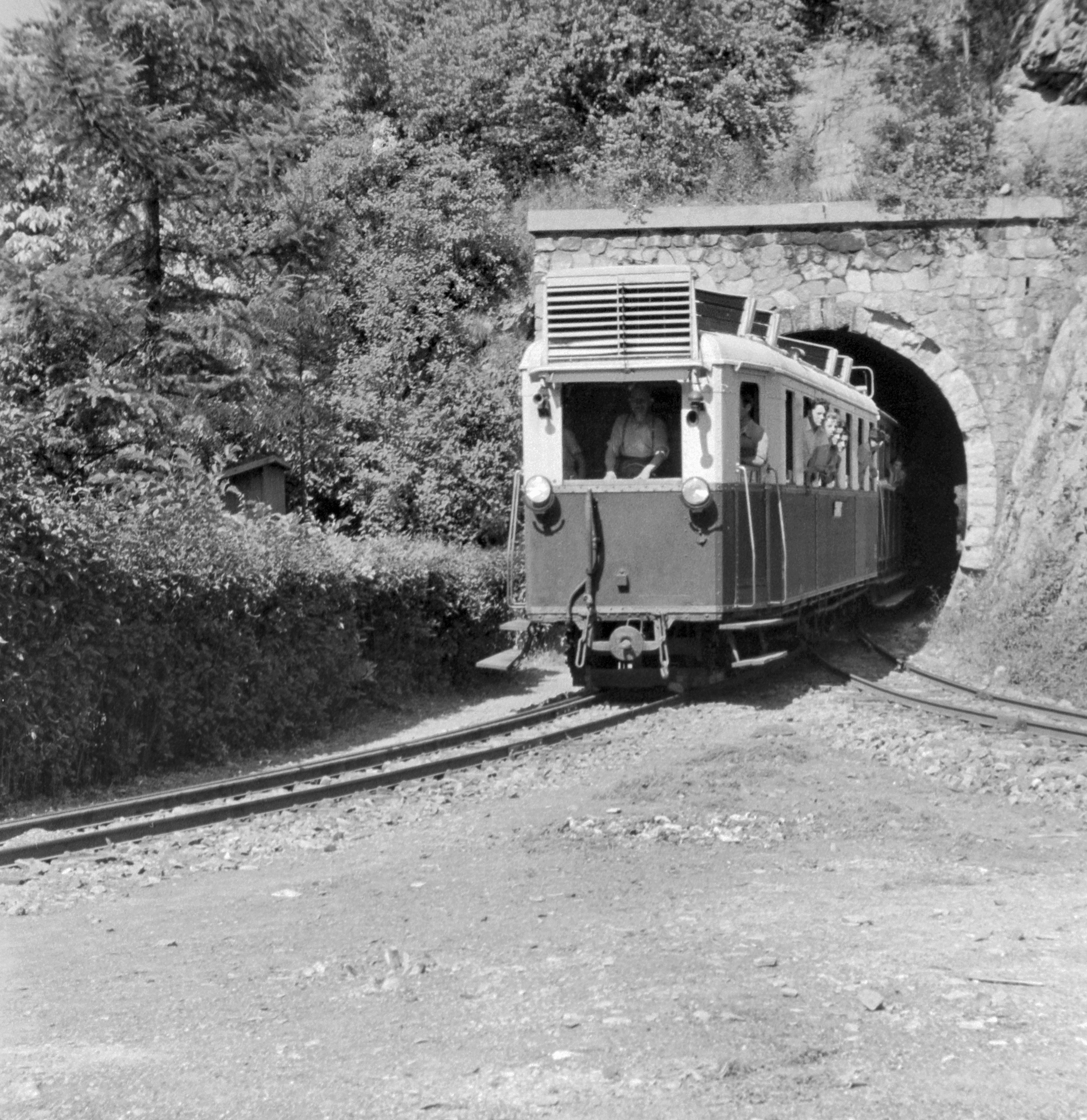
Triebwagen im Einsatz auf der Waldbahn Lillafüred (1957)

Die Triebwagen entstanden, als in Ungarn die Motorisierung auf verschiedenen Nebenbahnen begann. Die beiden Fahrzeuge wurden bei der Firma Ganz & Co. in Budapest gebaut. Sie hatten auf der 12,3 km langen Strecke der Waldbahn Steigungen bis zu 39 ‰ zu überwinden, wobei sie mit zwei Beiwagen eine Geschwindigkeit von 11 km/h erreichen mussten. 
Die Triebwagen entstanden in enger Zusammenarbeit mit Orenstein & Koppel und erhielten bei der Waldbahn die Bezeichnung A 02 601 und 602. Mit den Triebwagen wurden mehrere Beiwagen ähnlichen Designs beschafft. Ursprünglich war die Höchstgeschwindigkeit der Triebwagen 30 km/h, mit dem viergängigen Getriebe betrugen die Endgeschwindigkeiten der einzelnen Gänge 10,7, 16,9 und 25,6 km/h. Aus wirtschaftlichen Gründen wurden die Antriebsmotoren 1940 gegen Dieselmotoren von Ganz getauscht. Dabei bekamen die Fahrzeuge ein neues Getriebe und die Geschwindigkeit wurde auf 45 km/h erhöht. 
Als um 1950 auf der Kindereisenbahn Budapest der Betrieb eröffnet wurde, wurden beide Triebwagen leihweise dorthin versetzt, kehrten jedoch nach einigen Jahren auf die Waldbahn Lillafüred zurück. Dort versahen sie weiterhin ihren Dienst mit jährlichen Laufleistungen um 20.000 km, bis 1977 der A 02 601 ausgemustert und 1980 verschrottet wurde. Der A 02 602 gelangte mit den Beiwagen erneut zur Kindereisenbahn Budapest, dabei erhielt der Triebwagen die heutige Bezeichnung ABamot. Nach einer gründlichen Überholung wurde der Triebwagen bis 1991 wieder betriebsfähig aufgearbeitet und ist heute mit der UIC-Nummer 443 002-4 bei Nostalgiefahrten unterwegs.

## Technische Merkmale
Der Wagenkasten des Fahrzeuges besteht aus vernieteten Stahlprofilen im Skelettbau, der die Außenbeblechung und die Dachbleche aufnimmt. Eines der Drehgestelle, die mit Blattfedern vom Wagenkasten abgefedert sind, ist das Antriebs-, das andere das Laufdrehgestell. Luxuriös war die Inneneinrichtung des Wagens ausgeführt worden. Der Triebwagen besitzt ein Abteil für die 1. Klasse mit zwölf Sitzplätzen und ein Abteil für die 2. Klasse mit 28 Sitzplätzen. Die Sitzplätze der 1. Klasse sind mit Plüschbezug ausgelegt, die Sitzplätze der 2. Wagenklasse sind in der Holzklasse ausgeführt. Haltestangen aus Messing gehören ebenso zu der Ausstattung wie Gepäcknetze. Der Fußboden des Innenraums besteht aus Kiefernholz mit einer Stärke von 30 mm, der mit Linoleum belegt ist. Die Wände sind mit mehrschichtigem Sperrholz belegt. Zwischen beiden Abteilen befindet sich ein Zwischenraum mit einer Toilette.
Die Maschinenanlage war von den entsprechenden Normalspurtriebwagen übernommen und am Untergestell des Fahrzeuges aufgehängt. Die Leistung des ursprünglich Dieselmotors betrug 66 kW bei 1.400 min−1. Der 1940 neu eingebaute Motor Ganz-Jendrassik VI JaR 135 leistete 88 kW. Als Kraftübertragung wurde ein mechanisches Vierganggetriebe aus dem Triebwagenprogramm von Ganz verwendet, bei dem die Übertragungsräder ständig im Eingriff standen. Der Motor ragt in den Innenraum des 2. Klasse-Abteiles hinein. Über der Motorhaube befindet sich im Fahrgastraum mittig eine Längsbank. Das Getriebe ist vollständig unterflur untergebracht. Von ihm wird die innere Achse des nächsten Drehgestelles über eine Gelenkwelle angetrieben, über ein Durchtrieb ist die andere Achse des Drehgestelles angetrieben. Im Zuge der Wiederinbetriebsetzung als Museumsfahrzeug wurde 1991 ein neuer Motor des Typs D2156 HM6 von Raba eingebaut, wie er auch in den Ikarus-Bussen der 200er Reihe verwendet wurde. Dieser Motor hat eine Leistung von 147 kW bei 2200/min. 
Die Kühlanlage des Fahrzeuges ist auf dem Wagendach an den Stirnseiten platziert, die Verbindungsleitungen zwischen Motor und Kühler werden im Winter für die Wagenheizung verwendet. Das Fahrzeug besitzt eine elektrische Ausrüstung mit 24 V Spannung, die Energie wird von einem Generator von Bosch mit 500 W Leistung oder bei Stillstand des Motors von einer Batterie bereitgestellt.